# Lampris immaculatus
Lampris immaculatus es una especie de pez del género Lampris.

## Descripción
Se trata de una especie oceánica y pelágica que puede alcanzar 50-485 m de profundidad. Cuenta con una longitud máxima de 110 cm y un peso aproximado de 30 kg. Además presenta 55-56 radios blandos dorsales y 36-40 radios blandos anales. Es un pez ovalado, cuerpo bastante comprimido y de color azul plateado, el hocico es rojizo y las aletas rojas o naranja brillante con márgenes más pálidos.

## Distribución y hábitat
Circunglobal en el hemisferio sur y el frente polar Antártico. Habita en aguas templadas y frías, registrado en la costa sur de Tasmania.